# Озёрное (Костанайский район)
Озёрное (каз. Озёрное) — село в Костанайском районе Костанайской области Казахстана. Административный центр и единственный населённый пункт Озёрного сельского округа. Находится примерно в 34 км к северо-западу от центра города Костаная. Код КАТО — 395455100.

## География
К юго-востоку от села находится озеро Шалколь, в 11 км к северо-западу — озеро Лысановское, в 9 км к северо-востоку — озеро Корчагино, в 8 км восточнее — озеро Ордабаево, в 2 км к юго-востоку — озеро Мельничное.

## Население
В 1999 году население села составляло 2159 человек (1068 мужчин и 1091 женщина). По данным переписи 2009 года в селе проживали 2044 человека (998 мужчин и 1046 женщин).